# Polyrhachis davydovi
Polyrhachis davydovi é uma espécie de formiga do gênero Polyrhachis, pertencente à subfamília Formicinae.